# Gräsgrön kornlöpare
Gräsgrön kornlöpare (Amara interstitialis) är en skalbaggsart som beskrevs av Pierre François Marie Auguste Dejean. Gräsgrön kornlöpare ingår i släktet Amara och familjen jordlöpare. Arten är reproducerande i Sverige. Inga underarter finns listade i Catalogue of Life.